# Gora Treugolka
Gora Treugolka (Transkription von russisch Гора Треуголка ‚Dreieckberg‘) ist ein Nunatak im ostantarktischen Mac-Robertson-Land. In den Prince Charles Mountains ragt er nordöstlich des Mount Collins und südlich des Mayman-Nunataks auf.
Russische Wissenschaftler benannten ihn.